# Wajśakha (nakszatra)
Wajśakha (Dewanagari: विशाखा, Vishākhā) – nakszatra, rezydencja księżycowa.
Termin używany w astrologii dźjotisz do określenia części Zodiaku, położonego  w całości w znaku Skorpiona.
Waj oznacza oddzielać a siakha oznacza szkołę.
W inny sposób można znaczenie wajśakha można określić jako gałąź wiedzy. Archetypem jest Kumara, bóg ognia, wojny i walki.
Jako dzień lub czas można Wajśakhę określić jako niespokojny, gniewny i gorący.